# Poaka, Estland
Poaka är en by (estniska: küla) i Türi kommun i landskapet Järvamaa i mellersta Estland. Byn ligger på vänstra (östra) sidan av floden Pärnu, nära Riksväg 5 mellan städerna Paide och Türi.
I kyrkligt hänseende hör byn till Türi församling inom den Estniska evangelisk-lutherska kyrkan.